# Евтушок, Сергей Семёнович
Серге́й Семёнович Евтушо́к (2 марта 1935, Степановка, Киевская область — 30 мая 2018, Новороссийск, Краснодарский край) — заслуженный тренер СССР, заслуженный тренер Украины, мастер спорта по лёгкой атлетике (метание молота)
Был первым тренером олимпийского чемпиона Анатолия Бондарчука
За достигнутые успехи было присвоено звание заслуженного тренера УССР в 1969 году, а в 1972 — звание заслуженного тренера СССР.
В 1979 году Спорткомитетом СССР командировал в Алжирскую Народную Демократическую республику, где в течение 5 лет работал тренером национальной сборной страны по лёгкой атлетике.
Всю жизнь активно занимался спортом. В 1965 году выполнил норматив мастера спорта СССР по метанию молота.
В 1984 году, вернувшись из Алжира, переехал на постоянное место жительства в Новороссийск. С ноября 1984 по сентябрь 1985 работал в индустриальном техникуме г. Новороссийск преподавателем физического воспитания.

## Семья
- Жена — Зоя Степановна Евтушок.
  - Сын — Александр (род. 1961).
  - Дочь — Ирина Захарова (Евтушок) (род. 1970).